# Port lotniczy Maio
Port lotniczy Maio (IATA: MMO, ICAO: GVMA) – port lotniczy zlokalizowany w mieście Vila do Maio, na wyspie Maio (Republika Zielonego Przylądka).

## linie lotnicze i połączenia
| Linia Lotnicza     | Kierunek |
| ------------------ | -------- |
| Bestfly Cabo Verde | 1. Praia |
| Cabo Verde Express | 1. Sal   |